# Ian Mitchell
Ian Mitchell (né le 18 janvier 1999 à Saint-Albert, dans la province de l'Alberta au Canada) est un joueur professionnel canadien de hockey sur glace qui évolue au poste de défenseur pour les Bruins de Boston dans la Ligue nationale de hockey (LNH). 

## Carrière

### Collégial
Mitchell est sélectionné à la 57e position lors du repêchage d'entrée dans la LNH 2017 par les Blackhawks de Chicago, mais joue au hockey sur glace universitaire à l'Université de Denver à partir de la saison 2017-2018. Mitchell marque deux buts et 28 passes en 41 matchs pour l'équipe. Denver remporte le tournoi NCHC 2018, obtenant ainsi une place automatique dans le tournoi de hockey sur glace masculin de la division I de la NCAA 2018. Cependant, les Pioneers perdent au deuxième tour du tournoi contre les Buckeyes de l'état d'Ohio.
Mitchell est nommé capitaine adjoint pour la saison 2018-2019. Il réalise une autre bonne saison, marquant six buts et réalisant 21 passes. De plus, malgré une défaite précoce lors du tournoi NCHC 2019, Mitchell et les Pioneers se qualifient pour le tournoi NCAA 2019, où perdent contre les Minutemen de l'UMass lors du Frozen Four.
Mitchell envisage de devenir professionnel et de signer avec les Blackhawks avant la saison 2019-2020 mais il choisit de rester à Denver, où il est nommé capitaine,. Cette décision lui permet de marquer un sommet de sa carrière avec 10 buts ainsi que 22 passes pour un total de 32 points. Pour ses efforts, il est nommé dans la première équipe All-American de l'AHCA. Il devait affronter l'équipe des Omaha Mavericks lors du tournoi NCHC 2020, cependant le tournoi a été annulé en raison des restrictions de la pandémie de COVID-19. De plus, le tournoi NCAA 2020 a également été annulé à cause de la pandémie.

### Professionnel

#### Blackhawks de Chicago
Mitchell décide de renoncer à sa dernière saison à Denver en raison de la signature de son contrat d'entrée avec les Blackhawks le 11 avril 2020,.
Mitchell fait partie de l'alignement de la soirée d'ouverture des Blackhawks pour commencer sa saison recrue retardée. Mitchell inscrit son premier point dans la LNH le 22 janvier 2021 contre les Red Wings de Detroit avec une aide sur un but de Calvin de Haan. Il marque son premier but dans la LNH le 11 février 2021 contre les Blue Jackets de Columbus. Bien qu'il ne soit pas un joueur régulier de la formation, Mitchell reste avec le club de la LNH pendant la majeure partie de sa saison recrue, terminant avec trois buts et quatre passes en 39 matchs.
En 2021-2022, Mitchell ne connaît pas le même succès que lors de sa saison recrue, puisqu'il passe l'essentiel de l'année avec le club-école des Blackhawks dans la Ligue américaine de hockey, les IceHogs de Rockford. Dans la LAH, il marque 11 buts et 24 passes pour 35 points en 57 matchs. Il joue également cinq matchs de séries éliminatoires, inscrivant un but et une passe décisive avant que les IceHogs ne soient éliminés au deuxième tour par les Wolves de Chicago. Mitchell joue huit match avec le club de la LNH, enregistrant une seule passe.
Bien qu'il commence la saison 2022-23 avec les IceHogs, Mitchell est rappelé le 18 novembre 2022 auprès des Blackhawks en tant que remplaçant. Après cela, il sert comme remplaçant pour la défense de Chicago, alternant entre les formations selon les nécessités, mais ne réussit pas à obtenir une place constante dans la formation. Il marque un but et ajoute sept passes en 35 matchs avec les Blackhawks.

#### Bruins de Boston
Le 26 juin 2023, en tant que RFA imminent, Mitchell a été échangé par les Blackhawks a l'équipe des Bruins de Boston avec Alec Regula en échange de Taylor Hall et Nick Foligno, le réunissant avec son entraîneur-chef de Denver, Jim Montgomery. Mitchell a signé un contrat d'un an à deux volets d'une valeur de 775 000 $ avec les Bruins le 10 juillet 2023, évitant ainsi l'arbitrage.
Mitchell a remporté le septième poste de défenseur à la sortie du camp d'entraînement des Bruins et a commencé la saison sur la liste de la LNH. Mitchell a marqué son premier point en tant que Bruin avec une passe décisive sur un but de Matt Poitras contre les Ducks d'Anaheim le 22 octobre 2023. Mitchell a été placé sur la liste des renonciations le 25 octobre, mais a été blanchi,. Mitchell a été rapidement rappelé quelques jours plus tard, après avoir joué quelques matchs pour la filiale des Bruins dans la LAH, les Bruins de Providence. Cependant, le 29 décembre 2023, Mitchell a de nouveau été mis au ballottage, puis une fois de plus blanchi. Mitchell a passé le reste de la saison régulière à jouer pour Providence, les aidant à se qualifier pour les séries éliminatoires de la Coupe Calder 2024 . Au cours de la saison régulière pour Providence, Mitchell a fourni une solide production offensive, marquant six buts et 18 passes décisives en 42 matchs. En séries éliminatoires, cela a continué, puisqu'il a marqué deux buts et deux passes décisives en quatre matchs lors de la série du premier tour de Providence contre le Hartford Wolf Pack. Malheureusement, cela n'a pas suffi à vaincre le Wolf Pack, puisque les Bruins ont été éliminés en quatre matchs.
En tant qu'agent libre, Mitchell a choisi de poursuivre son contrat avec les Bruins en signant une prolongation de contrat d'un an le 23 juin 2024.

## Statistiques

### En club
| Saison    | Équipe                | Ligue  |    | Saison régulière | Saison régulière | Saison régulière | Saison régulière | Saison régulière |   | Séries éliminatoires | Séries éliminatoires | Séries éliminatoires | Séries éliminatoires | Séries éliminatoires |
| Saison    | Équipe                | Ligue  | PJ | B                | A                | Pts              | Pun              | PJ               | B | A                    | Pts                  | Pun                  |                      |                      |
| 2014-2015 | Spruce Grove Saints   | LHJA   | 2  | 0                | 0                | 0                | 0                | -                | - | -                    | -                    | -                    |                      |                      |
| 2015-2016 | Spruce Grove Saints   | LHJA   | 54 | 6                | 21               | 27               | 8                | 14               | 1 | 4                    | 5                    | 6                    |                      |                      |
| 2016-2017 | Spruce Grove Saints   | LHJA   | 53 | 8                | 29               | 37               | 34               | 10               | 1 | 2                    | 3                    | 0                    |                      |                      |
| 2017-2018 | Université de Denver  | NCHC   | 41 | 2                | 28               | 30               | 14               | -                | - | -                    | -                    | -                    |                      |                      |
| 2018-2019 | Université de Denver  | NCHC   | 39 | 6                | 21               | 27               | 18               | -                | - | -                    | -                    | -                    |                      |                      |
| 2019-2020 | Université de Denver  | NCHC   | 36 | 10               | 22               | 32               | 16               | -                | - | -                    | -                    | -                    |                      |                      |
| 2020-2021 | Blackhawks de Chicago | LNH    | 39 | 3                | 4                | 7                | 14               | -                | - | -                    | -                    | -                    |                      |                      |
| 2020-2021 | IceHogs de Rockford   | LAH    | 5  | 0                | 1                | 1                | 0                | -                | - | -                    | -                    | -                    |                      |                      |
| 2021-2022 | Blackhawks de Chicago | LNH    | 8  | 0                | 1                | 1                | 0                | -                | - | -                    | -                    | -                    |                      |                      |
| 2021-2022 | IceHogs de Rockford   | LAH    | 57 | 11               | 24               | 35               | 19               | 5                | 1 | 1                    | 2                    | 0                    |                      |                      |
| 2022-2023 | IceHogs de Rockford   | LAH    | 5  | 2                | 4                | 6                | 4                | -                | - | -                    | -                    | -                    |                      |                      |
| 2022-2023 | Blackhawks de Chicago | LNH    | 35 | 1                | 7                | 8                | 8                | -                | - | -                    | -                    | -                    |                      |                      |
| 2023-2024 | Bruins de Boston      | LNH    | 13 | 0                | 2                | 2                | 10               | -                | - | -                    | -                    | -                    |                      |                      |
| 2023-2024 | Bruins de Providence  | LAH    | 42 | 6                | 18               | 24               | 25               | 4                | 2 | 2                    | 4                    | 4                    |                      |                      |
| Totaux    | Totaux                | Totaux | 95 | 4                | 14               | 18               | 32               | -                | - | -                    | -                    | -                    |                      |                      |

### En équipe nationale
| Année | Équipe | Compétition                 |   | PJ | B | A | Pts | Pun |  | Résultat |
| 2017  | Canada | Championnat du monde U18    | 5 | 0  | 2 | 2 | 0   | 5e  |  |          |
| 2019  | Canada | Championnat du monde junior | 5 | 1  | 2 | 3 | 2   | 6e  |  |          |

## Récompenses
- Première équipe All-American de l'AHCA en 2019-2020[5]